# ISO 3166-2:IL
ISO 3166-2:IL — стандарт Международной организации по стандартизации, который определяет геокоды. Является подмножеством стандарта ISO 3166-2, относящимся к Израилю. Стандарт охватывает 6 административных округов Израиля. Каждый геокод состоит из двух частей: кода Alpha2 по стандарту ISO 3166-1 для Израиля — IL и дополнительного кода, записанных через дефис. Дополнительные одно-двухбуквенные коды административных округов образованы созвучно: названию, аббревиатуре названия административного округа. Геокоды административных округов Израиля являются подмножеством кодов домена верхнего уровня — IL, присвоенного Израилю в соответствии со стандартами ISO 3166-1.

## Геокоды Израиля
Геокоды 6 административных округов административно-территориального деления Израиля.
| Геокод | Административная единица | Статус                 |
| ------ | ------------------------ | ---------------------- |
| IL-HA  | Хайфский                 | административный округ |
| IL-TA  | Тель-Авивский            | административный округ |
| IL-JM  | Иерусалимский            | административный округ |
| IL-D   | Южный                    | административный округ |
| IL-M   | Центральный              | административный округ |
| IL-Z   | Северный                 | административный округ |

## Геокоды пограничных Израилю государств
- Ливан — ISO 3166-2:LB (на севере),
- Сирия — ISO 3166-2:SY (на северо-востоке),
- Иордания — ISO 3166-2:JO (на востоке),
- Египет — ISO 3166-2:EG (на юго-западе),
- Государство Палестина — ISO 3166-2:PS (на востоке, на юго-западе (сектор Газа)).